# شوساء
شوساء، قرية من قرى محافظة العلا، والتابعة لمنطقة المدينة المنورة في السعودية. تقع في شمال المدينة المنورة، وتبعد عنها بمسافة تقارب ( ) كيلو متر، وعن العلا بمسافة تقارب ( ) كيلو متر.